# Tatuguaçu
Tatuguaçu foi um cacique indígena da Capitania do Maranhão, Brasil. Na época da expulsão dos holandeses sua tribo prestou grandes serviços à Coroa Portuguesa e, como recompensa, o cacique foi recebido com honras militares por André Vidal de Negreiros, em 1656, então governador daquela capitania.